# Róża zapoznana

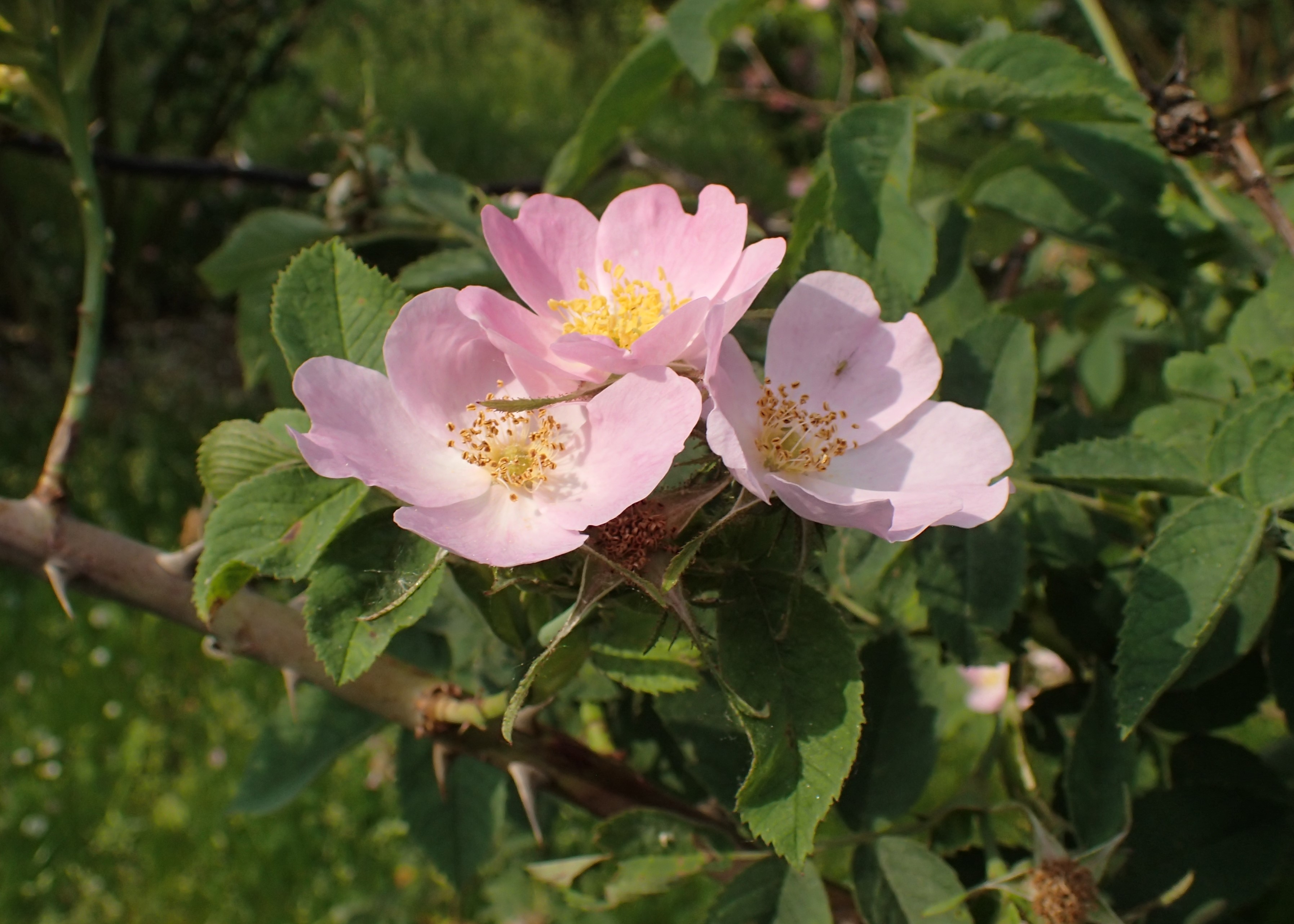
Kwiaty

Róża zapoznana, r. Sherarda (Rosa sherardii Davies) – gatunek krzewu z rodziny różowatych. Występuje w Europie Środkowej i Północno-Zachodniej, a jako gatunek zawleczony także w Ameryce Północnej. W Polsce jest jedną z najczęściej spotykanych róż. Tworzy zarośla w miejscach otwartych oraz na skrajach i wewnątrz widnych lasów. Znanych jest wiele mieszańców tego gatunku z innymi różami. Ma jadalne owoce (zarówno pozorne – czerwone i mięsiste, jak i właściwe – drobne niełupki, przy czym wymagają one oczyszczenia z włosków).

## Zasięg geograficzny
Gatunek występuje dziko w Europie Środkowej i Północno-Zachodniej. Zachodnia granica zasięgu obejmuje Wyspy Brytyjskie i Francję. Na północy róża ta rośnie po południową Norwegię, środkową Szwecję, na wschodzie przez kraje bałtyckie sięga po Białoruś i Ukrainę. Południowa granica zasięgu biegnie według części źródeł wzdłuż Alp i przez Węgry, według innych obejmuje także północno-zachodnią część Gór Dynarskich i Masyw Rodopski. Jako gatunek introdukowany przez osadników szkockich rośnie także w Ameryce Północnej w Vermont.
W Polsce gatunek jest częsty w wielu rejonach (opisywany jako jedna z najczęstszych róż) na niżu i w niższych położeniach górskich (do 1300–2000 m n.p.m.). Liczne stanowiska ma zwłaszcza w Wielkopolsce, na Kujawach i wzdłuż doliny dolnej Wisły oraz w województwie świętokrzyskim. Rzadziej z kolei gatunek ten notowany jest w opolskim, łódzkim oraz w południowo-wschodnich i północno-wschodnich krańcach kraju.

## Morfologia

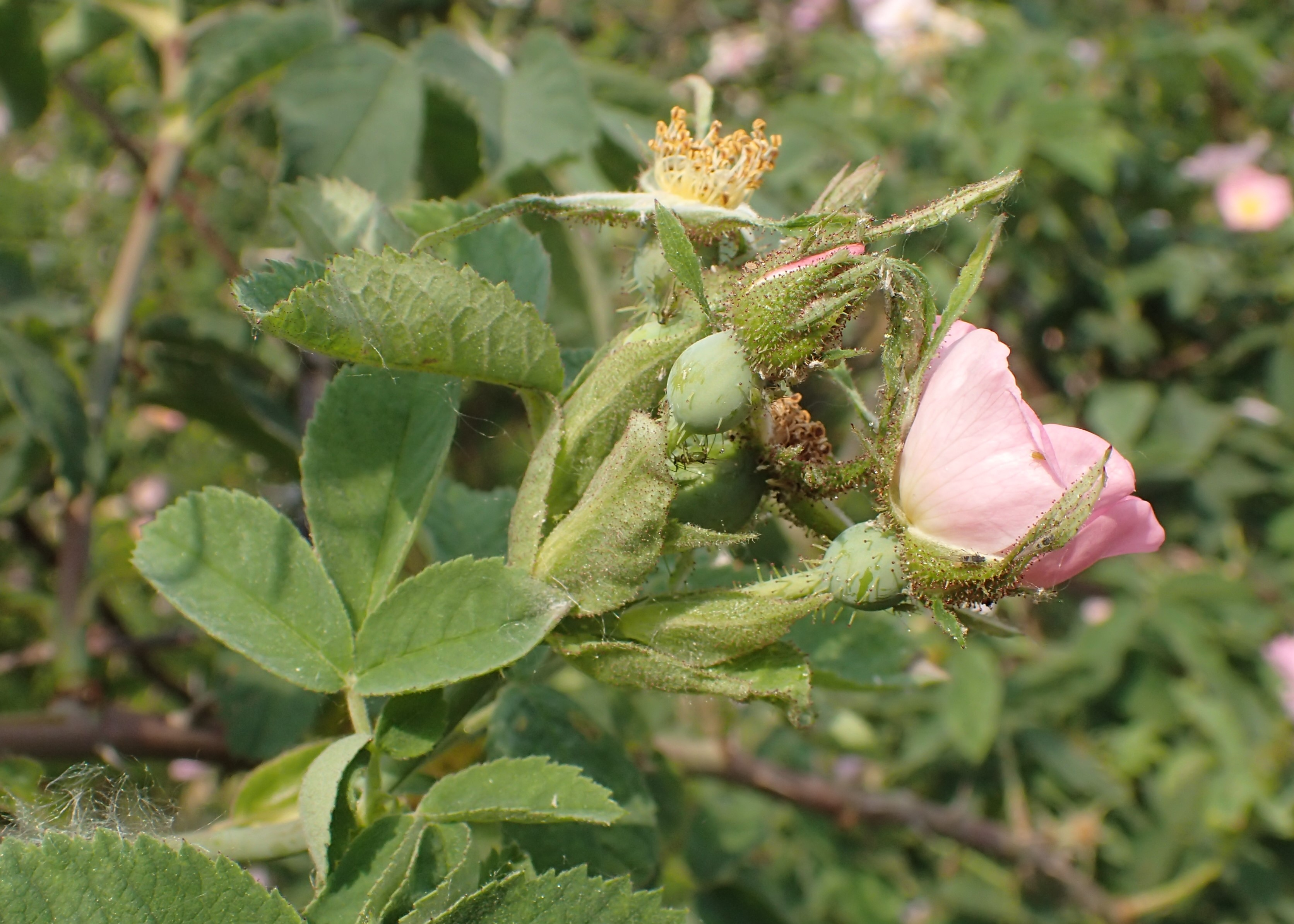
Silnie ogruczolone działki

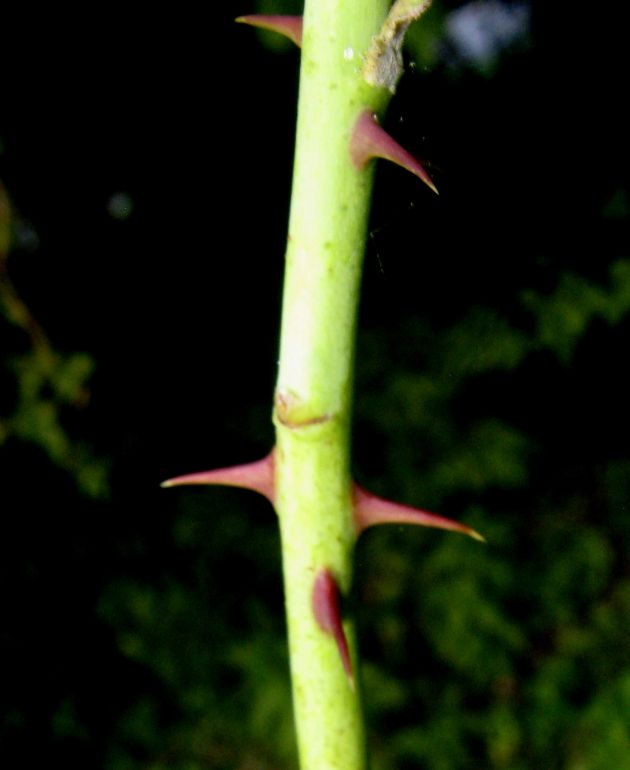
Kolce
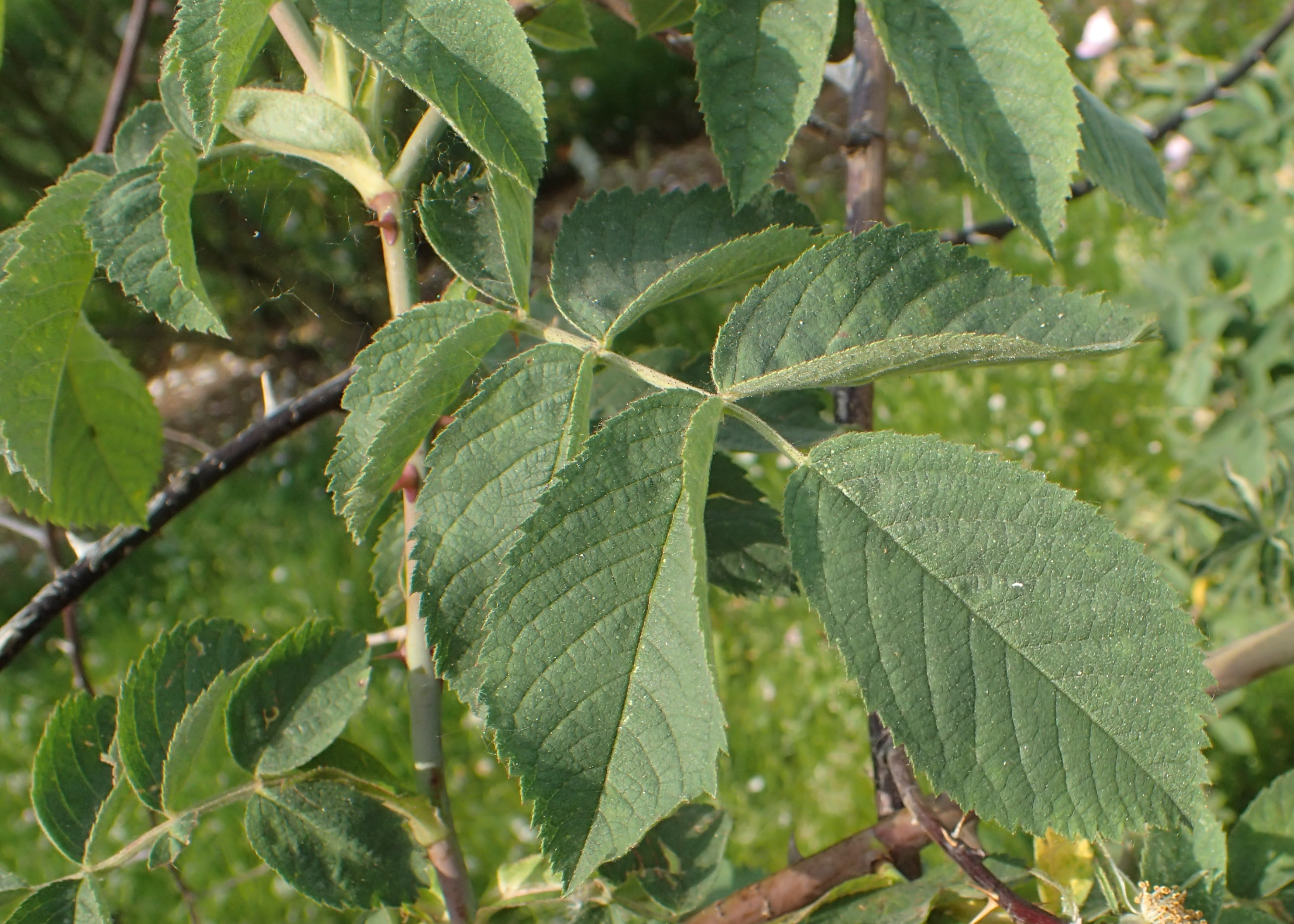
Owłosiony liść
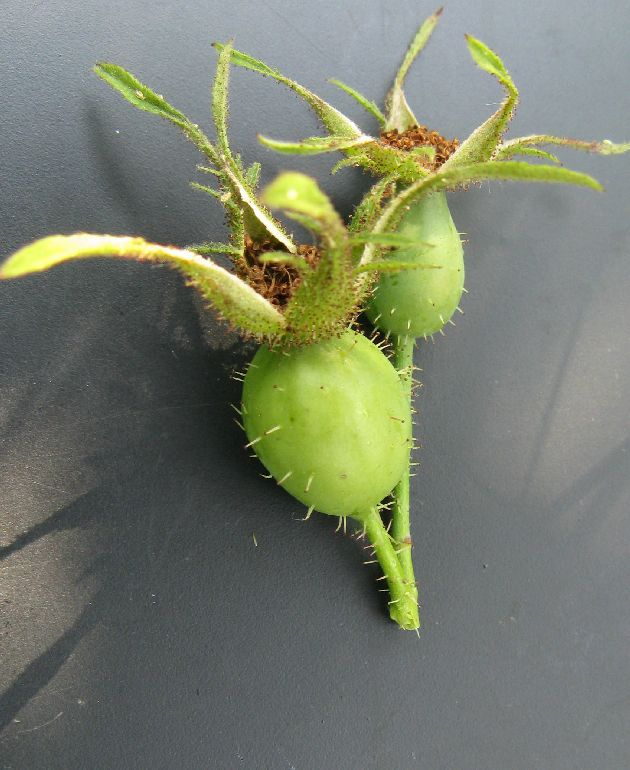
Niedojrzałe owoce pozorne

PokrójKrzew o pędach łukowatych, przewisających, osiągający zwykle 2–3 m wysokości, gęsto rozgałęziony, tworzący zarośla. Gałązki kwiatonośne zygzakowato powyginane. Pędy pokryte kolcami silnymi, stopniowo rozszerzającymi się ku nasadzie, o kształcie zmiennym, przy czym zwykle są słabo zgięte, ewentualnie proste, choć wówczas też skierowane często ku dołowi. Osiągają 6–9 mm długości i 3–4 mm szerokości u nasady. Wszystkie kolce są zbliżone wielkością – brak kolców igiełkowatych. Bardzo rzadko zdarzają się gałązki kwiatonośne bez kolców. Gruczołki na trzoneczkach obecne na różnych częściach rośliny są czerwonobrązowe o zapachu opisywanym jako żywiczny lub podobnym do terpentyny.
LiścieOpadające zimą, pierzasto złożone z 5–7 listków. U nasady z wąskimi przylistkami osiągającymi 10–14 mm długości i 3–5 mm szerokości, na brzegu ogruczolone, na powierzchni nagie lub owłosione. Osadki liściowe owłosione i z nielicznymi gruczołkami (czasem bez) oraz kolcami. Listki jajowate do eliptycznych o długości 30–45 (rzadko do 65) mm i szerokości 15–30 (rzadko do 45) mm, sinozielone, gęsto owłosione i od spodu czasem ogruczolone, na brzegu pojedynczo lub podwójnie piłkowane (po każdej stronie listków jest od 17 do 26 ząbków).
KwiatyWyrastają pojedynczo lub zebrane w kwiatostany po 2–3, rzadziej 4. Szypułki zmiennej długości, zwykle od 12 do 17 mm, z rzadka ogruczolone, rzadko nagie. Na szypułce osadzone są dwa podkwiatki jajowato-lancetowate o długości 16–21 mm i szerokości 4–6 mm, na brzegu ogruczolone. Hypancjum kulistawe, o średnicy o długości ok. 5 mm, nagie lub z rzadkimi gruczołkami. Działki kielicha rozpostarte do podnoszących się, pierzasto podzielone, na grzbiecie gęsto ogruczolone, o długości 15–20 mm szerokości do 3,5 mm. Korona kwiatu o średnicy ok. 2,5 do 3,5 cm, składa się z 5 płatków barwy intensywnie różowej, rzadko białej. Płatki osiągają od 15 do 19 mm długości i 13–15 mm szerokości. Pręciki bardzo liczne. Owocolistki są 52. Szyjki słupków owłosione, wystają tworząc główkę ponad orficjum o średnicy 2–3 mm.
OwoceNiełupki, których w jednym kwiecie powstaje ok. 40. Mają one kształt elipsoidalny i osiągają 4,8–5,5 mm długości i 2,5–3,4 mm średnicy. Zebrane są wewnątrz czerwonego (po dojrzeniu), mięsistego i nagiego lub rzadko ogruczolonego owocu pozornego (szupinkowego) mającego kształt kulisty, jajowaty do gruszkowatego o długości 13–18 mm i średnicy 11–18 mm. Owoc pozorny zwieńczony jest trwałymi działkami wznoszącymi się pod kątem ku górze, ale nie stulonymi.
Gatunki podobneSpośród rosnących w Europie Środkowej róż o ogruczolonych działkach i owłosionych liściach wyróżnia się od róży rdzawej R. rubiginosa brakiem charakterystycznego dla tego gatunku, jabłkowego zapachu roztartych liści; od róży kutnerowatej R. tomentosa wzniesionymi, a nie rozpostartymi lub odgiętymi działkami; od róży jabłkowatej R. villosa i róży miękkiej R. mollis różni się brakiem nagle rozszerzającej się nasady kolców, szypułkami zwykle nieco dłuższymi od owoców oraz działkami kielicha zawsze podzielonymi i krótszymi od płatków. Generalnie róża zapoznana określana jest jako gatunek względnie łatwy do identyfikacji.

## Biologia i ekologia

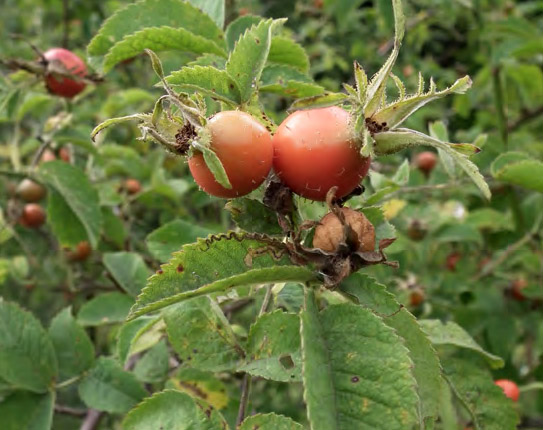
Dojrzewające owoce

Kwitnie w czerwcu i lipcu. Kwiaty zapylane są przez pszczoły. Owoce dojrzewają od sierpnia do listopada.
Tworzy zarośla na skrajach lasów, miedzach, porzuconych pastwiskach, poboczach dróg, nieużytkach, rośnie także w widnych lasach, w górach na piargach. Często na glebach zasobnych w węglan wapnia, kamienistych, szybko nagrzewających się. Mimo że preferuje gleby przepuszczalne, może rosnąć także na ciężkich glinach. Może rosnąć w miejscach nasłonecznionych i w półcieniu. Najlepiej rośnie w miejscach wilgotnych, ale nie toleruje stagnowania wody. Na gatunku tym stwierdzano żerowanie mszycy Chaetosiphon tetrarhodum. Galasy tworzy szypszyniec różany Diplolepis rosae i Diplolepis eglanteriae. Liście porażane bywają przez mącznikowca Podosphaera pannosa (wywołującego chorobę – mączniaka prawdziwego róży).
Liczba chromosomów 2n = 28, 35, 42. Takson najczęściej rejestrowany jest jako pentaploid (2n = 5x = 35).

## Systematyka
Gatunek zaliczany jest do sekcji Caninae de Candolle ex Seringe podrodzaju Rosa w obrębie rodzaju róża Rosa z rodziny różowatych Rosaceae. Wraz z dwoma najbliżej spokrewnionymi gatunkami (różą jabłkowatą R. villosa i miękką R. mollis) tworzy podsekcję Vestitae. W niektórych ujęciach te trzy gatunki bywają łączone w jeden – R. villosa sensu lato, aczkolwiek analizy morfologiczne, cytologiczne i molekularne uzasadniają wyodrębnianie R. sherardii jako osobnego gatunku. Istnieją także ujęcia włączające R. mollis do R. villosa, w których z kolei R. sherardii włączana jest do szeroko ujmowanej róży kutnerowatej Rosa tomentosa.

### Mieszańce
Gatunek tworzy mieszańce m.in. z takimi gatunkami jak:
- róża alpejska Rosa pendulina[7]
- róża drobnokwiatowa Rosa micrantha[17]
- róża dzika Rosa canina = R. ×rothschildii Druce[17]
- róża gęstokolczasta Rosa spinosissima = R. ×involuta Sm.[17]
- róża francuska Rosa gallica[7]
- róża kutnerowata Rosa tomentosa = R. ×suberectiformis Wolley-Dod[17]
- róża miękka Rosa mollis = R. ×perthensis Rouy (syn. R. ×shoolbredii Wolley-Dod)[17]
- róża pnąca Rosa arvensis[17]
- róża polna Rosa agrestis[17]
- róża rdzawa Rosa rubiginosa[7] = R. ×suberecta (Woods) Ley (syn. R. ×burdonii Wolley-Dod)[17]
- róża sina Rosa dumalis[7] = R. ×alpestris Rapin ex Reut.[17]

## Zastosowanie
Jak w przypadku wielu róż, także i u tego gatunku owoce pozorne są jadalne i stanowią wartościowe źródło witaminy C. Owoce właściwe po oczyszczeniu z włosków i rozdrobnieniu stanowić mogą cenny dodatek do potraw ze względu na zasobność w witaminę E.
Roślina sadzona bywa jako ozdobna, podczas kwitnienia bywa wykorzystywana na kwiaty cięte. 